# Éléments d'épistémologie
 (mai 2019).
- Si vous ne connaissez pas le sujet, laissez ce bandeau (vous pouvez alors contacter les auteurs).
- Si vous supprimez le contenu mis en cause (vous pouvez préalablement contacter les auteurs),

argumentez précisément cette suppression dans la page de discussion
(un manque de référence n'est pas un argument ; une recherche réelle de référence doit avoir été effectuée, être formellement documentée).
 (mai 2019).
Si vous disposez d'ouvrages ou d'articles de référence ou si vous connaissez des sites web de qualité traitant du thème abordé ici, merci de compléter l'article en donnant les références utiles à sa vérifiabilité et en les liant à la section « Notes et références ».
Le livre Éléments d’épistémologie (Philosophy of Natural Science) a été écrit par Carl Gustav Hempel et publié en 1966.
C'est un manuel présentant pédagogiquement l’empirisme logique. Il s'agit d'une introduction à la philosophie des sciences et l'épistémologie, à la physique, et pour certains aspects, à la biologie. Y sont surtout étudiées les sciences de la nature et les sciences expérimentales. L’ouvrage est traversé par une réflexion sur la vérité, et plus particulièrement la vérité scientifique.

## Analyse de l’œuvre
À travers Éléments d’épistémologie, Hempel ne s’occupe que de la philosophie des sciences de la nature. Malgré tout, certains points soulevés par l’auteur touchent parfois aussi la philosophie des sciences sociales.
L'élément central de la recherche reste le problème de la vérité. Carl Hempel se concentre sur les notions d'énoncés, d'hypothèses, de testabilité, de vérifiabilité, de lois et théories.
Les exemples scientifiques utilisés ne sont pas empruntés chronologiquement, cela illustre le fait que malgré les avancées scientifiques, l'épistémologie montre des caractéristiques permanentes de la science moderne. L'explication scientifique dans sa forme demeure.

### Objet de ce livre
Il est établi dans le livre qu’il existe deux types de sciences :
- Les sciences empiriques : celles-ci tentent d’explorer, de décrire, d’expliquer et de prévoir les événements du monde. Leurs énoncés doivent se confronter à l’expérience. Ils sont acceptés seulement s’ils sont confirmés par des évidences empiriques.
- Les sciences non-empiriques (formelles) qui ne se reposent pas sur l’expérience. On les démontre. Parmi elles, on trouve notamment la logique et les mathématiques.

Par la suite, les sciences empiriques sont quant à elles divisées en deux groupes :
- les sciences de la nature : physique, chimie, biologie, ...
- les sciences sociales : sociologie, sciences politiques, ethnologie, économie, histoire, ...

Seulement, cette division n’est pas claire. Par exemple, la psychologie est tantôt rangée dans l’une de ces catégories, tantôt dans l’autre, tantôt dans les deux. Cette catégorisation est arbitraire.

Hempel expose la problématique de son œuvre à la fin du chapitre 1.

« Comment la connaissance scientifique s’établit, comment elle se confirme, et comment elle se transforme. Nous verrons comment la science explique les faits empiriques et quel genre de compréhension nous donnent ses explications ; et, au cours de ces analyses, nous aborderont aussi des questions plus générales relatives aux présupposés et aux limites de la recherche, de la connaissance et de la compréhension scientifique ». Éléments d'épistémologie (éd. Armand Colin, 2012, p. 23)

### La recherche dans les sciences: invention et mise à l’épreuve des hypothèses
Le chapitre 2 du texte, grâce à l’analyse d’un cas (les travaux d’Ignace Semmelweis sur la fièvre puerpérale), met en avant les étapes fondamentales dans la mise à l’épreuve d’une hypothèse, son invention et plus particulièrement le rôle de l’induction dans la recherche scientifique.
Hempel considère qu'il n'y a pas de raisonnement particulier pour la création d'hypothèses.
Cependant, par rapport aux tests il y a des démarches scientifiques stables. Les tests sont réalisables s'il est possible de considérer un énoncé vérifiable (un énoncé déduit de l'hypothèse à tester). Il distingue les inférences inductives, les inférences déductives et ainsi deux démarches :
- la démarche inductive de Francis Bacon qui se base sur l’observation. Cela permet d’arriver à une hypothèse ou un modèle scientifique à partir du particulier. Les empiristes classiques du XIXe siècle trouvent des hypothèses selon la méthode inductive.
- la démarche déductive d’Aristote: On pose à priori l’hypothèse. Dans un raisonnement déductif valide, la conclusion est liée aux prémisses : si les prémisses sont vraies, la conclusion l’est nécessairement aussi (modus tollens : Si p alors q. q est faux ; donc p est faux).

En plus de poser le problème de l’induction, le modèle scientifique de la conception inductiviste de Francis Bacon est fortement critiquée par Hempel qui le considère comme idéaliste. Il se constitue de 4 étapes :
1. observation et enregistrement de tous les faits
2. analyse et classification des faits
3. dérivation d’énoncés généraux par induction à partir des faits
4. contrôles supplémentaires de ces énoncés généraux.

Cette démarche est considérée comme impossible. L’étape 1 ne peut être porté à son terme : le recueil des faits serait interminable. Il faudrait une hypothèse pour déterminer quels faits sont pertinents.

« Hempel avance dans le chapitre 2 qu' « Une recherche scientifique ainsi conçue ne pourrait jamais débuter, [...] car, à la limite, il faudrait attendre la fin du monde pour constituer une collection de tous les faits ; et même tous les faits établis jusqu’à présent ne peuvent être rassemblés, car leur nombre et leur diversité sont infinis. Pouvons-nous examiner, par exemple, tous les grains de sable de tous les déserts et de toutes les plages, recenser leurs formes, leur poids, leur composition chimique […]. Allons-nous recenser les pensées flottantes qui traversent notre esprit au cours de cette fastidieuse entreprise ? […] Toutes ces choses, et bien d’autres que nous avons omises, font partie, après tout, de tous les faits établis jusqu’à présent ». » Éléments d'épistémologie (éd. Armand Colin, 2012, p. 38)

De plus, il faudrait des critères pour la classification des faits, un lien à une hypothèse. Hempel montre donc la nécessité d’avancer une hypothèse pour démarrer une recherche scientifique.
Cela est illustré par le cas de Semmelweis recherchant les causes de la fièvre puerpérale à l’hôpital de Vienne de 1844 à 1848. Le médecin a recours à différentes hypothèses, diverses et variées. Ainsi, on constate qu’il n’y a pas de faits bruts et que les expériences, les observations doivent être guidées.

### Tester une hypothèse: logique et force de cette opération
Dans une troisième section, Hempel se penchera sur ce qu’est qu’un test expérimental (tests expérimentaux ou non expérimentaux ; tests heuristiques (procédés pour trouver de nouvelles hypothèses), une hypothèse auxiliaire, cruciale et ad hoc.
Un test expérimental est possible lorsque l’implication vérifiable d’une hypothèse a une forme conditionnelle (implication matérielle).
En s'opposant au holisme épistémologique de Pierre Duhem, il considère qu'une expérience peut condamner seulement une hypothèse et non tout le système. Le rôle des hypothèses auxiliaires est abordé. Une hypothèse auxiliaire est une hypothèse contenue dans l’hypothèse principale. L’hypothèse auxiliaire est présupposée dans les conditions de test de l’hypothèse principale. Par exemple, Semmelweis avance l’hypothèse que se laver les mains à l’eau de chaux réduit le nombre de cas de fièvre puerpérale (hypothèse principale) car l’eau de chaux détruit l’élément infectieux (hypothèse auxiliaire). Cela implique qu’il faut être vigilant quant à la fausseté des hypothèses.
Il est ensuite abordé les expériences cruciales. Ce sont des expériences qui permettent d’écarter deux hypothèses contradictoires. (H1 et H2 sont deux hypothèses portant sur le même objet. Si l’une est vraie, l’autre est nécessairement fausse). Cependant, une expérience cruciale ne suffit pas à prouver définitivement une hypothèse, car une infinité d’hypothèses parallèles peuvent exister (H3, H4, H5 ...).

À la fin de cette section, les hypothèses ad hoc sont définies comme des hypothèses ajoutées après une expérience, pour refuser l’échec d’une hypothèse principale. Hempel exemplifie cela par le cas du phlogiston tout en conservant un regard nuancé.

« Il paraît facile, quand on a l’avantage de regarder en arrière, d’écarter certaines idées scientifiques d’autrefois, en les taxant d’hypothèses ad hoc, alors qu’il peut être très difficile de porter un jugement sur une hypothèse de notre temps. Car il n’y a pas, en fait, de critère précis pour détecter les hypothèses ad hoc […] » (éd. Armand Colin, 2012).

### Critères de confirmation et d’acceptabilité
Au sein du chapitre 4, Hempel s’interroge quant à une corroboration plus ou moins probante d’une hypothèse. Il rejoint des auteurs tel que Carnap (dans son œuvre Testability and Meaning), sur le fait qu'on ne puisse vérifier une hypothèse car il est impossible d'ếtre absolument certain que dans tous les cas, elle s'applique. Ainsi l'hypothèse n'est que vérifiable. Tous les critères d’appréciation des théories sont examinés. Pour lui, la confirmation est une affaire de degrés, de probabilités. Pour cela, trois idées générales sont développées dans ce chapitre :
- l’étendue des faits pertinents,
- leur nature,
- et leur force d’appui qu’ils donnent à l’hypothèse.

Dans un premier temps, il est mis en avant que la confiance en une hypothèse croît selon le critère inductiviste, avec le nombre de tests favorables obtenus lors des expériences. Sont importantes la diversité des tests et leur précision. Encore une fois, Hempell illustre cela par divers faits scientifiques : les Céphéides et la loi de Leavitt-Shapley ; la loi de Snell.

Par la suite, Hempel considère aussi que la confirmation passe par des implications nouvelles. La série de Balmer s'accorde avec cette idée.

« Ce qui est remarquable, et qui donne du poids à une hypothèse, c’est qu’elle s’ajuste à de nouveaux cas » Éléments d'épistémologie (éd. Armand Colin, 2012, p. 79).

Il n’est pas négligé une possible corroboration théorique.

« La corroboration peut aussi venir d’en haut ; c’est-à-dire d’hypothèses ou de théories plus englobantes, qui impliquent l’hypothèse donnée que d’autres faits corroborent indépendamment. » (éd. Armand Colin, 2012, p. 80).

Hempel illustre son point en prenant pour exemple la loi de la chute des corps sur la Lune, exprimée par la formule s=0,83t². Bien que ses implications vérifiables n'aient pas été directement testées, cette loi est dérivée déductivement de la loi universelle de la gravitation et du mouvement de Newton.
Face à l’argument de simplicité, Hempel se penche sur le raisonnement de Reichenbach énoncé dans Experience and Prediction, Chicago, The University of Chicago Press, 1938, section 42 ; puis sur celui de Popper qui considère que « la plus simple des deux hypothèses est celle qui a le plus grand contenu empirique; il en déduit que l'hypothèse la plus simple est celle dont il est le plus facile d'établir la fausseté » (éd. Armand Colin, 2012, p. 88). Il critique la notion de falsifiabilité car selon lui, la scientificité avance selon la confirmation d'hypothèses.

Dans un dernier temps, Hempel se penche sur la probabilité des hypothèses.

« La question se présente naturellement d’elle-même de savoir si l’on peut exprimer cette crédibilité en termes quantitatifs précis, en formulant une définition qui – pour une hypothèse H et pour un ensemble K d’énoncés, l’une et l’autre quelconques – détermine un nombre c (H,K) exprimant le degrés de crédibilité que H possède relativement à K. » Cela présente beaucoup de difficulté car énormément de facteurs sont à prendre en compte. Il énonce malgré tout les travaux de Carnap qui a conçu « une méthode générale qui permet de définir ce qu’il appelle le degré de confirmation d’une hypothèse par rapport à un ensemble d’informations quelconque, pour autant qu’hypothèse et informations sont exprimés dans un même langage formalisé ». (éd. Armand Colin, 2012, p. 91).

### Les lois et leur rôle dans l’explication scientifique
Au sein de cette partie, Hempel développe une théorie de l’explication scientifique. Il y a deux conditions nécessaires: l’exigence de pertinence dans l’explication (= « l’information fournie par l’explication donne de bonnes raisons de croire que le phénomène s’est produit ou se produit en fait ») et l’exigence de testabilité (= « les propositions qui constituent une explication scientifique doivent pouvoir se prêter à des tests empiriques »). Les deux exigences sont liées pour l’auteur : « si l’on propose une explication qui satisfasse à l’exigence de pertinence, elle satisfait aussi à celle de testabilité. (La converse n’est évidemment pas valable.) » (éd. Armand Colin, 2012).
L'auteur considère qu'il y a une supposition ontologique, métaphysique qui nous fait naturellement penser que des énoncés généraux peuvent être des lois.
Hempel met en avant son modèle déductif nomologique qui répond aux deux exigences précédentes. Il a la forme suivante : (Philosophy of natural science, 1966, p. 51)
Explanans (ce qui explique) :
- C1, C2, ..., Cn (conditions antérieures)
- L1, L2, ..., Ln (lois)

_________________________________
Explanandum (ce qui doit être expliqué) :
E (fait à expliquer)

### Édition du texte
- Éléments d'épistémologie, Paris, Armand Colin, 2012, préface d'Anastasios Brenner, de Carl Gustav Hempel.